# アンドレイ・フィリモン
アンドレイ・フィリモン（Andrei Filimon, 1977年7月27日）はルーマニアの卓球選手。

## 略歴
1991年にグラナダで行われたヨーロッパユース選手権カデットの部でシングルス準優勝、混合ダブルスで優勝した。また1994年にパリで開催された同大会のジュニアの部で混合ダブルス優勝、1995年ハーグ大会ではシングルスで準優勝した。世界選手権には1993年のイェーテボリ大会から連続出場しているがシングルスの最高成績はベスト64、団体では8位である。
しばしば大物食いもしており世界選手権上海大会では荘智淵を後一歩というところまで追い詰め、ブレーメン大会ではワルドナーを、ザグレブ大会では松下浩二を、広州大会では王励勤を破っている。

## プレースタイル
ロートスでの巻き込みサーブからの展開が得意であり、中陣から両ハンドドライブをガンガン打ち込んでくる。その中でもバックハンドドライブはクレアンガを彷彿とさせる程の凄まじい破壊力を誇る。

## 主な戦績
- 1991年
  - ヨーロッパユース選手権グラナダ大会 カデットの部 男子シングルス準優勝、混合ダブルス優勝
- 1994年
  - ヨーロッパユース選手権パリ大会 ジュニアの部 混合ダブルス優勝
- 1995年
  - ヨーロッパユース選手権デン・ハーグ大会 ジュニアの部 男子シングルス準優勝
- 2003年
  - ヨーロッパ選手権クールマイヨール大会 男子ダブルス ベスト8
- 2006年
  - ITTFプロツアー・セルビアオープン 男子ダブルス優勝
- 2008年
  - ヨーロッパ選手権サンクトペテルブルク大会 男子ダブルス ベスト8